# Temple Maya Devi (Népal)
Pour les articles homonymes, voir Temple Maya Devi.
Le temple Maya Devi est un temple bouddhique situé sur le site classé au Patrimoine mondial de l'UNESCO de Lumbini, au Népal. C'est le temple principal de Lumbini, un site traditionnellement considéré comme le lieu de naissance de Siddhartha Gautama, fondateur du bouddhisme. Le temple se trouve adjacent à une piscine sacrée (connue sous le nom de Puskarni) et un jardin sacré. Les vestiges archéologiques du site furent d'abord datés du IIIe siècle av. J.-C., consistant en un bâtiment de briques construit par Ashoka. Les vestiges d'un sanctuaire en bois du VIe siècle av. J.-C. ont été découverts en 2013.

## Histoire et description

### Sanctuaire duVIesiècleav. J.-C.
En novembre 2013, ont lieu des fouilles archéologiques supervisées par l’UNESCO dans le cadre d'un projet visant à renforcer la conservation et la gestion du site de Lumbini. Les excavations mettent au jour sous différents temples en briques un sanctuaire en bois pré-maurya qui possédait une barrière de bois entourant un bodhigara, arbre sanctuaire et une plateforme en briques servant de chemin de circumambulation.